# Plagiolepis simoni
Plagiolepis simoni é uma espécie de formiga do gênero Plagiolepis, pertencente à subfamília Formicinae.